# کادوگاوناوا
کادوگاوناوا (به لاتین: Kadugawnawa) یک منطقهٔ مسکونی در سری‌لانکا است که در استان مرکزی (سری‌لانکا) واقع شده‌است.